# Улица Павлова (Рязань)
У́лица Па́влова — улица в историческом центре города Рязани, известная тем, что в 1849 году в дворянской усадьбе родился великий русский учёный Иван Петрович Павлов. Её участок от Первомайского проспекта до улицы Семинарской является пешеходным. Здесь располагается Музей-усадьба И. П. Павлова и проходит туристический маршрут.

## История

Улица Павлова

Улица Павлова (часть бывшей Никольской улицы) расположена в центре города. Это третья из поперечных улиц, находящихся к западу от площади Ленина и пересекающих Первомайский проспект. В 1919 году Никольская улица получила название Карла Маркса, а в 1964 году названа в честь своего знаменитого уроженца — улица Павлова. Прямая и сравнительно короткая улица ориентирована с юга не север. Начинается на юге от перекрёстка с улицей Кудрявцева, далее пересекает Первомайский проспект и заканчивается при выходе на улицу Семинарскую.
В XVI—XVII веках земли северной части нынешней улицы относились к Архиерейской слободе. Стоявшая здесь на берегу Трубежа каменная церковь Вознесения Господня, чаще называвшаяся по одному из своих приделов Никольской (Николы Долгошеи), была одной из самых ранних в Переяславле Рязанском. Улица Никольская, ориентированная на древнюю церковь, была проложена в соответствии с регулярным планом Рязани 1780 года. В районе прямоугольной площади у церкви Никольская улица пересекалась с улицей Борисоглебской (ныне Трубежная). Местоположение улицы определяло социальный состав её застройщиков: в северной её части между улицами Московской (ныне Первомайский проспект) и Борисоглебской традиционно располагались небольшие жилые владения духовенства Никольской церкви, а также купечества и мещанства. В южной части улицы, на отрезке между улицами Московской и Мещанской (ныне Кудрявцева), размещались более крупные участки: на западной стороне во второй половине XIX века находились две большие усадьбы — Афанасьевых-Дунаевых и Алексеевых. Вплоть до XX века застройка улицы была преимущественно деревянной, одно- и двухэтажной.
Большая часть застройки улицы сложилась во второй половине XIX века. На чётной стороне улицы, практически полностью утраченной к началу XXI века, преобладали стоявшие по красной линии с разрывами одноэтажные деревянные дома, в основном с чётным числом окон на фасадах и входом на фланге. После проведения железной дороги в Московской части Рязани активизировалось промышленное строительство и возведение купеческих усадеб, владельцы которых стремились жить вблизи пункта перевоза грузов. Так в северной части улицы в последней четверти XIX века сформировалось обширное владение купцов Юркиных, построивших комплекс из шести деревянных домов.
На рубеже XIX—XX веков однородный масштаб застройки улицы стал меняться: в её южной части на месте усадеб Афанасьевых-Дунаевых и Алексеевых возведён крупный промышленный комплекс казённых винных складов.
В послереволюционные годы облик улицы не менялся. Лишь в конце 1920-х — начале 1930-х годов на угловых участках при пересечении с улицей Красной Армии и улицей Каляева (ныне Первомайский проспект и улица Семинарская) появились редкие для Рязани того времени новые комплексы многоквартирных жилых домов в духе конструктивизма: два четырёхэтажных дома «ЖАКТ имени Ухтомского» (Первомайский проспект, д. № 32/9 и д. № 34) и два красно-кирпичных корпуса в три и пять этажей на углу с улицей Семинарской. Во второй половине XX века северный отрезок улицы был поглощён большой промышленной зоной Приборного завода, на территории которого оказалась и церковь Николы Долгошеи.
Существующая в настоящее время застройка улицы Павлова — один из немногих в Рязани достаточно полно сохранившихся фрагментов городской ткани XIX — первой трети XX века, включающий разнообразные примеры малоэтажной каменной и деревянной жилой архитектуры в формах классицизма и эклектики, а также одно из лучших в городе сооружений промышленной архитектуры рубежа XIX—XX веков.

## Достопримечательности

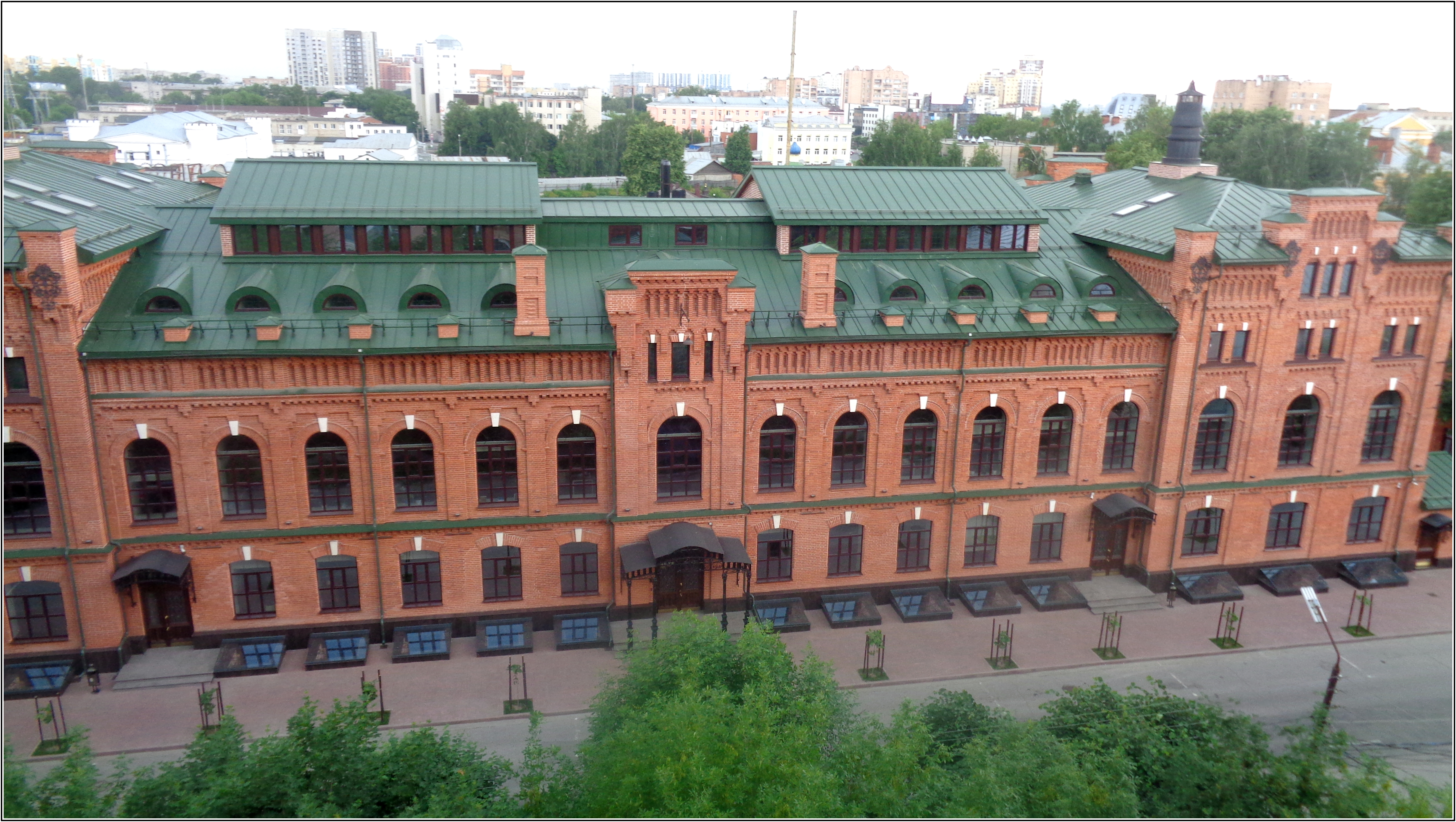
Рязанский ЛВЗ

- Дом № 1 — Дом для служащих винного склада.
- Дом № 5 — Казённый винный склад, построенный по типовому проекту в 1899—1900 годах для нужд государственной винной монополии. Южная часть комплекса расположилась на землях, ранее принадлежавших почётному гражданину Рязани Петру Васильевичу Афанасьеву-Дунаеву, а северная — вдове купца Алексеева Александре Григорьевне[4]. По красной линии улицы были поставлены двухэтажный дом для служащих и монументальное кирпичное главное здание с выразительным силуэтом и нарядным декором. На территории склада была построена собственная электростанция. Она обеспечивала электричеством и освещала как хозяйственные постройки, так и прилегающую к складу улицу Никольскую. В 1914—1917 годах в здании размещался военный лазарет. Ныне здесь располагается Рязанский ликёро-водочный завод. На представленной фотографии слева на заднем плане — Тюремный замок, 1824 год.
- Дома № 11, № 11 к. 1, № 13, № 15 и № 15 к. 1 — Городская усадьба Юркиных, последняя четверть XIX века. Характерная для своего времени доходная усадьба со зданиями в формах эклектики и элементами русского стиля.

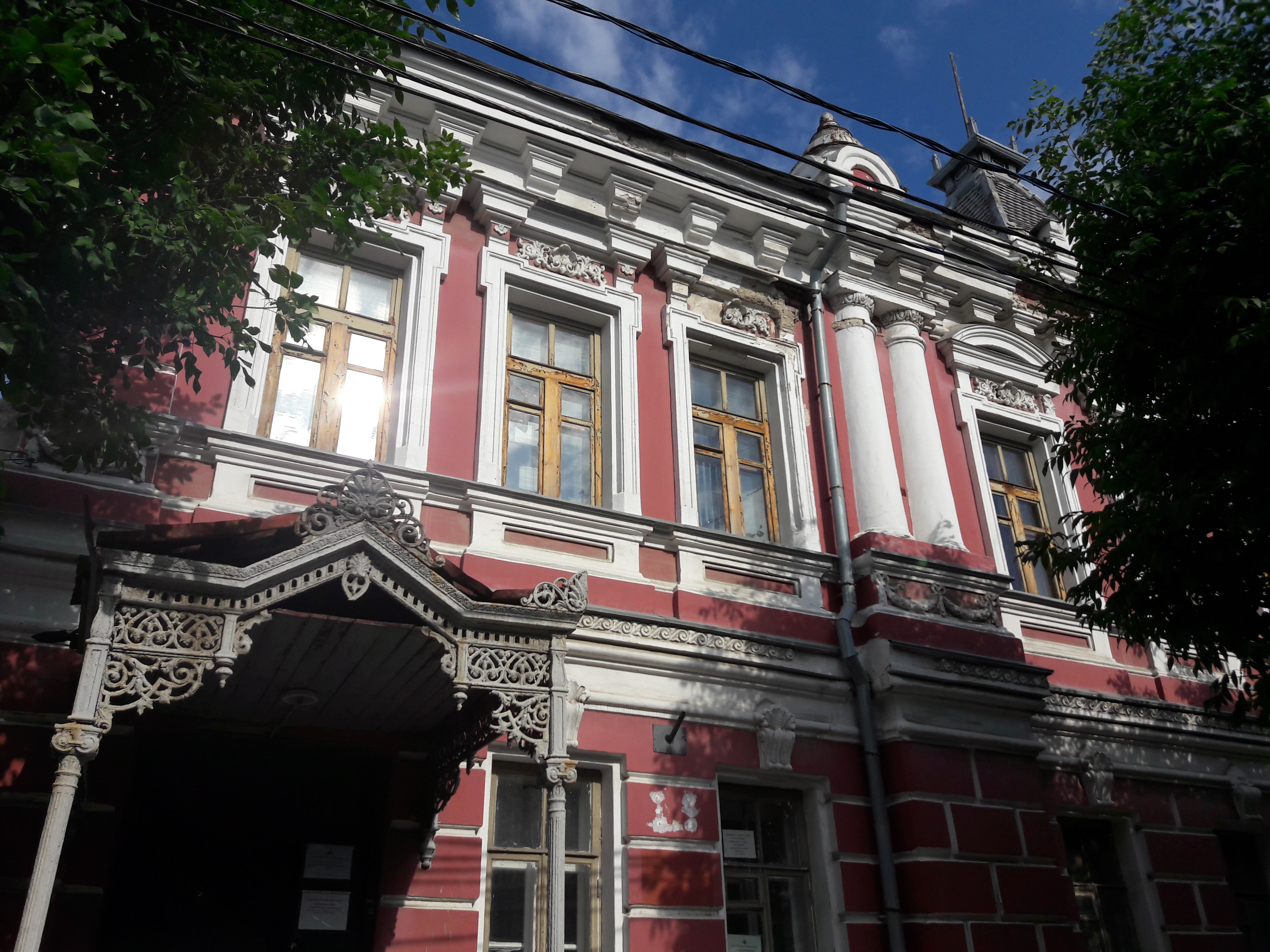
Дом Юркина — Масленникова

- Дом № 17 — Жилой дом В. Белкина, третья четверть XIX века. Типичный пример дома с лавками в сдержанных формах рациональной эклектики.
- Дома № 25 и № 27 — Усадьба И. И. Успенского — П. Д. Павлова, ныне — Мемориальный комплекс «Музей-усадьба И. П. Павлова», представляющий собой красивую русскую дворянскую усадьбу XIX века, на которой сохранились хозяйственные постройки и фруктовый сад. В усадьбе на протяжении второй половины XX века — начале XXI века проводились реставрационные работы, в результате которых воссоздан облик характерного для Рязани XIX века жилого владения. При этом дома по нечётной стороне улицы были сохранены, тогда как застройка противоположной стороны снесена в 1980-е — 1990-е годы.
- Дом № 26 — Особняк купца Юкина, построенный в 1887 году, в стиле позднего классицизма. С 1890 года строением владел купец второй гильдии, лесопромышленник Федот Игнатьевич Масленников, заплативший за него 80 тысяч рублей. Нарядные лепные фасады основного просторного корпуса и флигеля, оригинальная башенка-шпиль над парадным входом делают архитектуру этого дома очень похожей на здание Земельного банка на улице Ленина. В настоящее время здесь размещается комендатура Рязанского гарнизона.

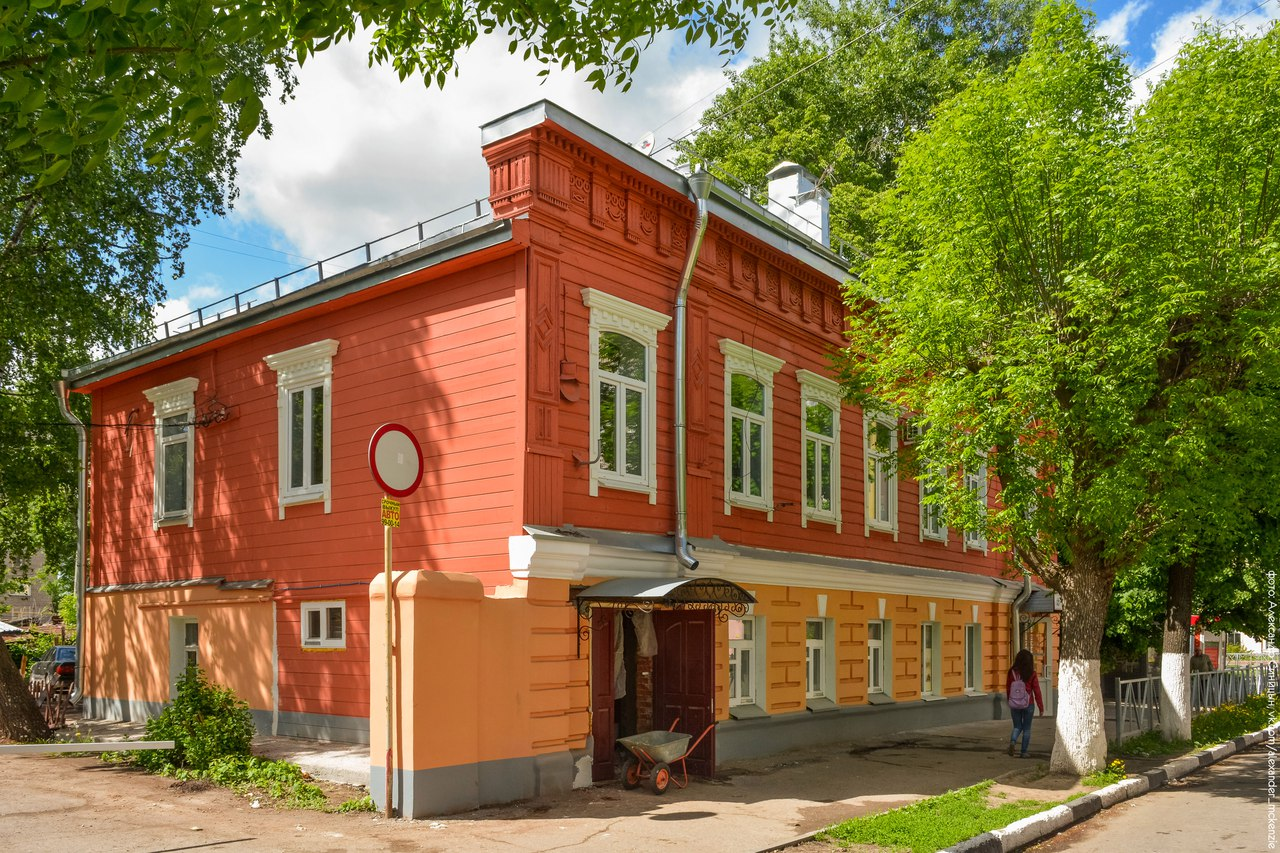
Дом № 31, реставрация

- Дом № 31 — Жилой дом В. Щербакова, вторая половина XIX века. Типичный жилой дом периода эклектики.
- Дом № 50 — Построен на месте одноэтажного деревянного дома[5], имевшего семиоконный фасад с эклектическим резным декором, средняя трёхоконная часть и края которого выделялись пилястрами. Характерной особенностью прежнего дома был размещённый над карнизом высокий аттик. В 2007 году новый дом вошёл в состав Мемориального комплекса «Музей-усадьба И. П. Павлова» в качестве административного корпуса. В настоящее время здесь размещается Научный центр по сохранению и пропаганде павловского наследия.
- Никольская церковь (Старо-Вознесенская, Николовысоковская, Николы Долгошеи), построенная в 1566 году. До неё на этом месте была церковь Вознесения Господня. В XVII веке к храму пристроена огромная апсида, а в XVIII веке устроен придел в честь Николая Чудотворца. Капитально церковь реконструирована в 1904 году. Из-за того, что над алтарной частью купол был выше купола над колокольней, церковь в народе прозвали «Никола Долгошея», а после — «Никола Высокий», потому что, как пишет Д. Д. Солодовников: «Архиепископу Гавриилу показалось неприлично говорить „Никола Долгошея“, поэтому он в 1845 году приказал называть эту церковь Николовысоковской». В Николовысоковском храме служил отец И. П. Павлова — Пётр Дмитриевич. Ныне частично разрушенное здание храма[6] находится на территории Государственного Рязанского приборного завода, в проходную которого упирается современная улица Павлова[7].

## Транспорт
Маршруты городского транспорта по улице не проходят. Ближайшая остановка: «Дом Художника» на Первомайском проспекте.

## Галерея

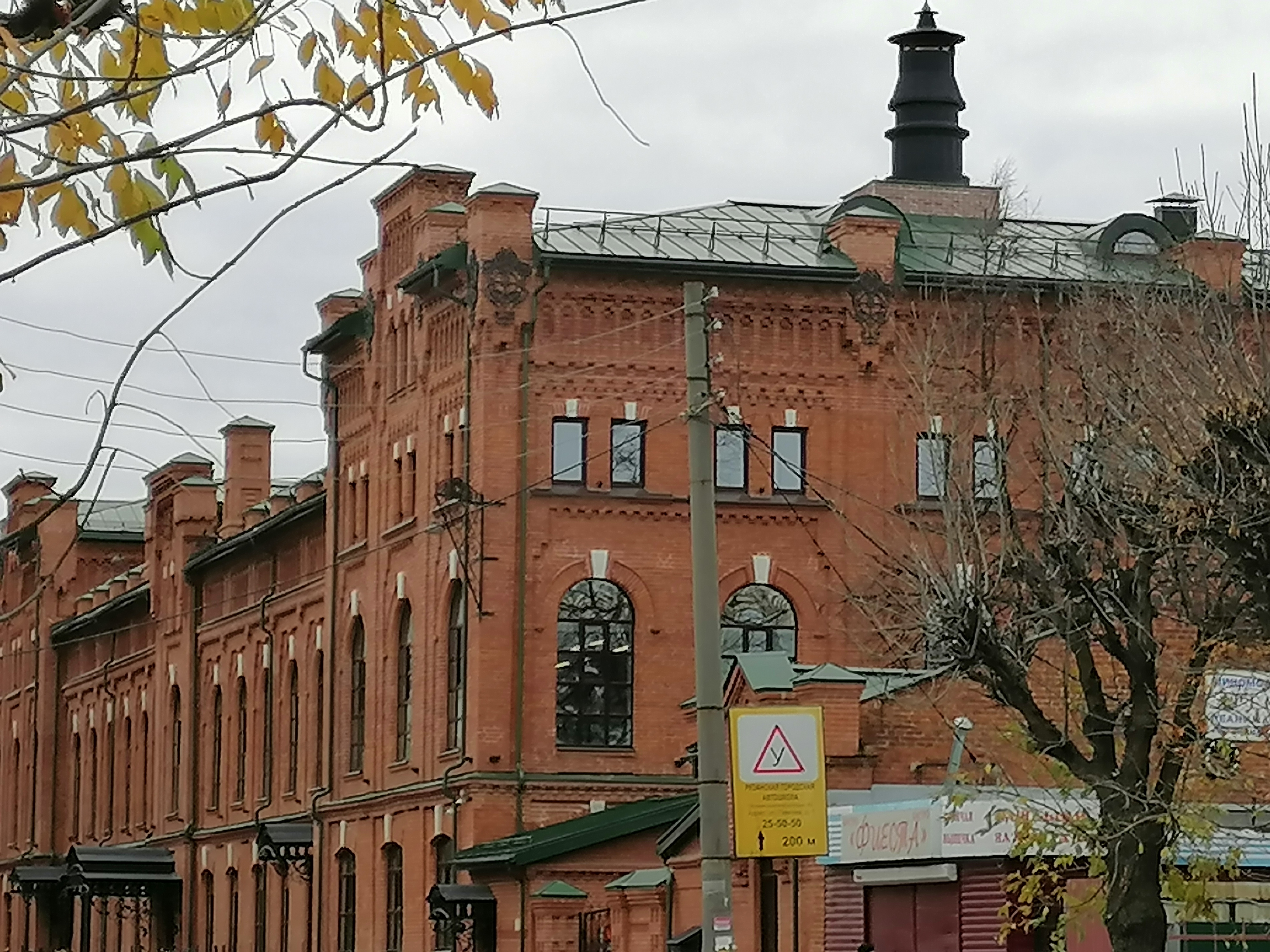
Ул. Павлова, д. 5
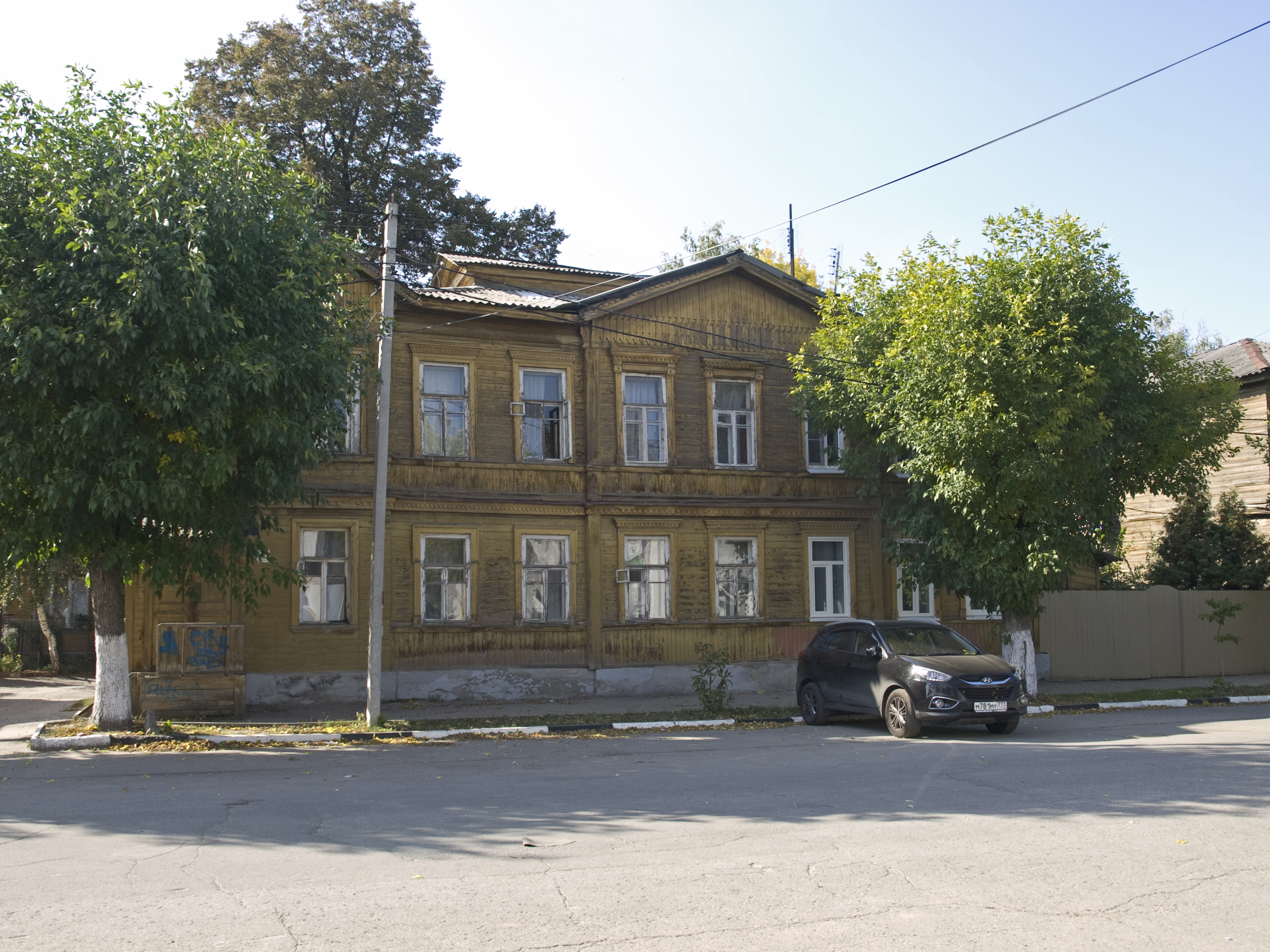
Ул. Павлова, д. 13
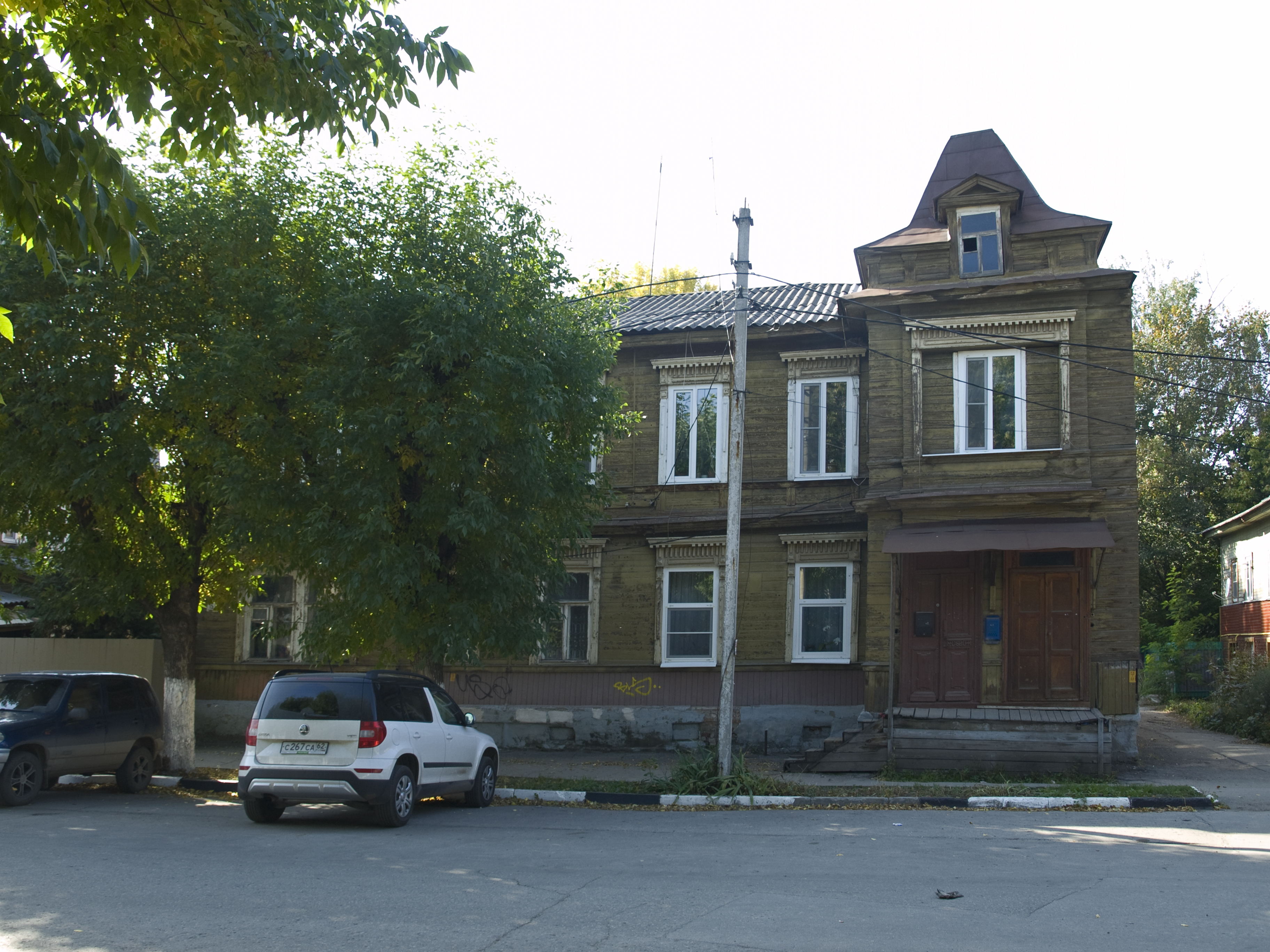
Ул. Павлова, д. 15
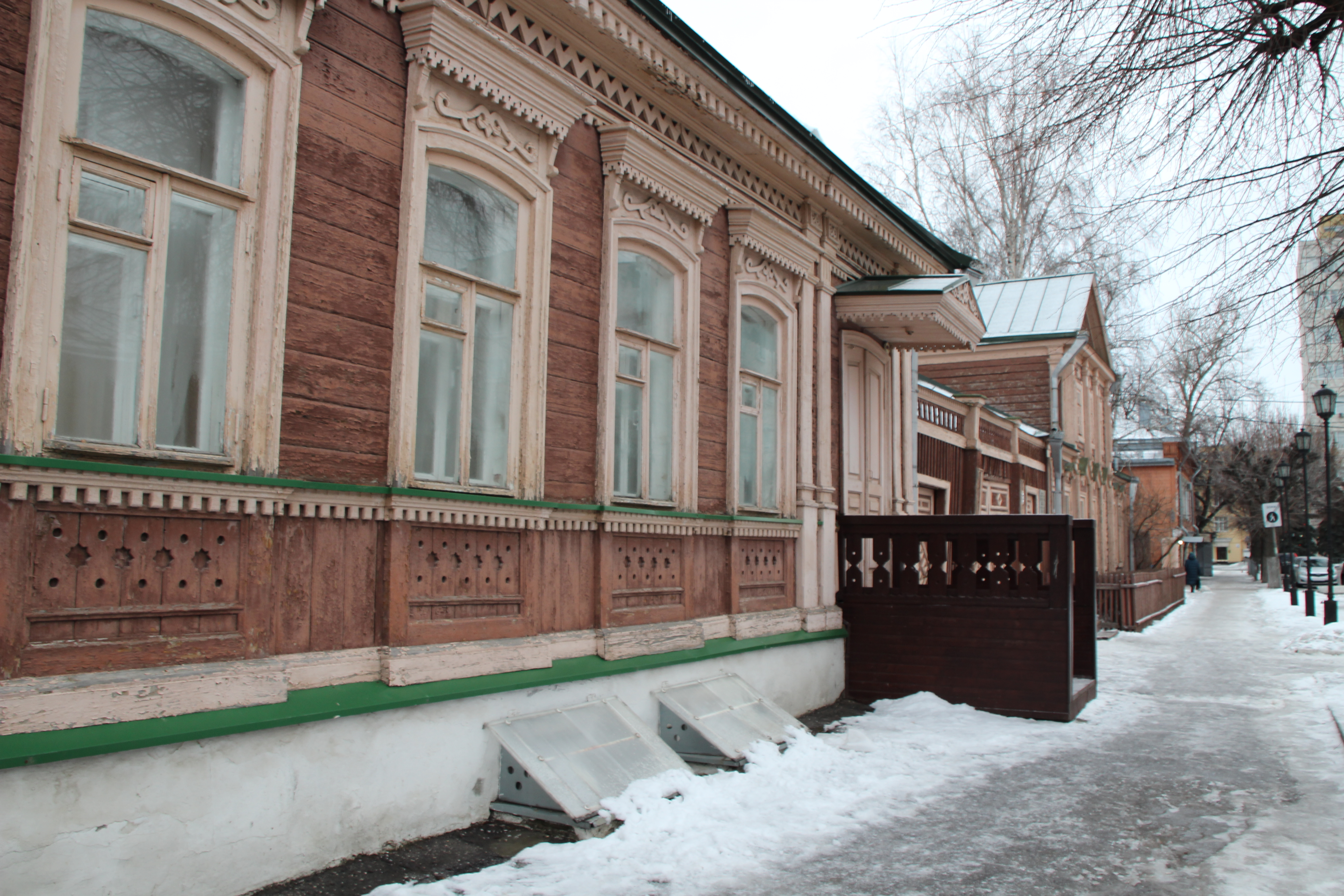
Ул. Павлова, д. 25
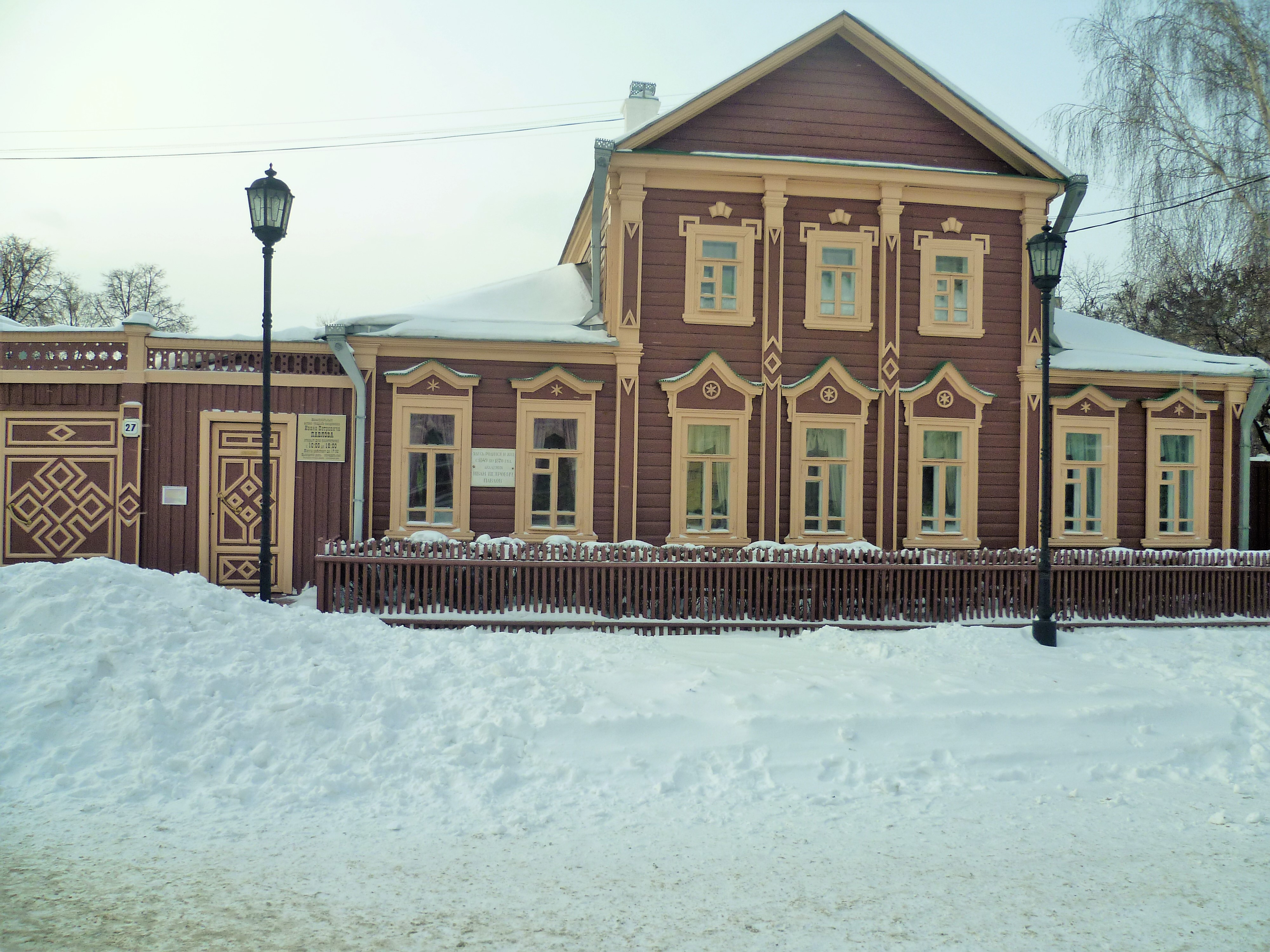
Ул. Павлова, д. 27
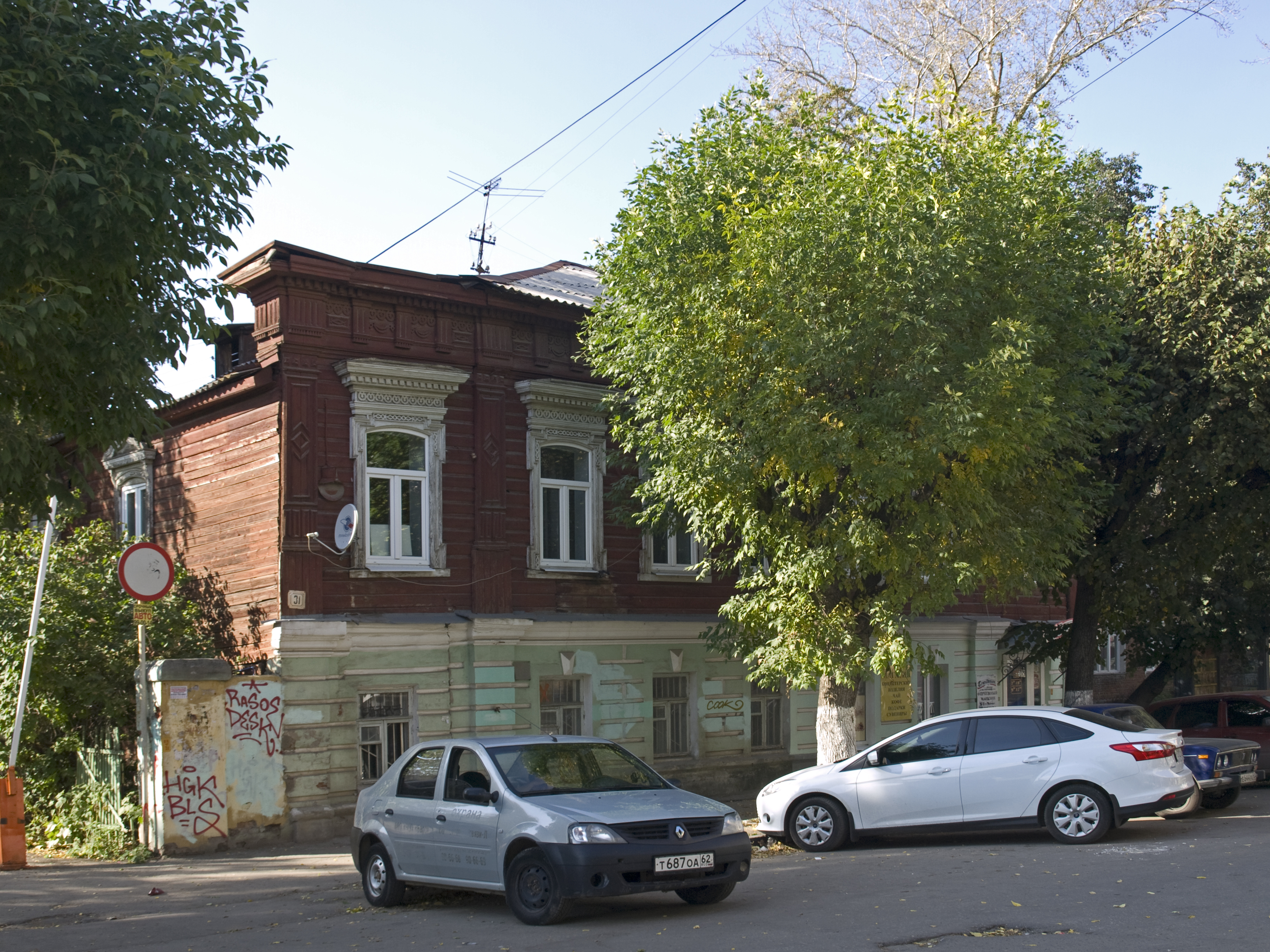
Ул. Павлова, д. 31
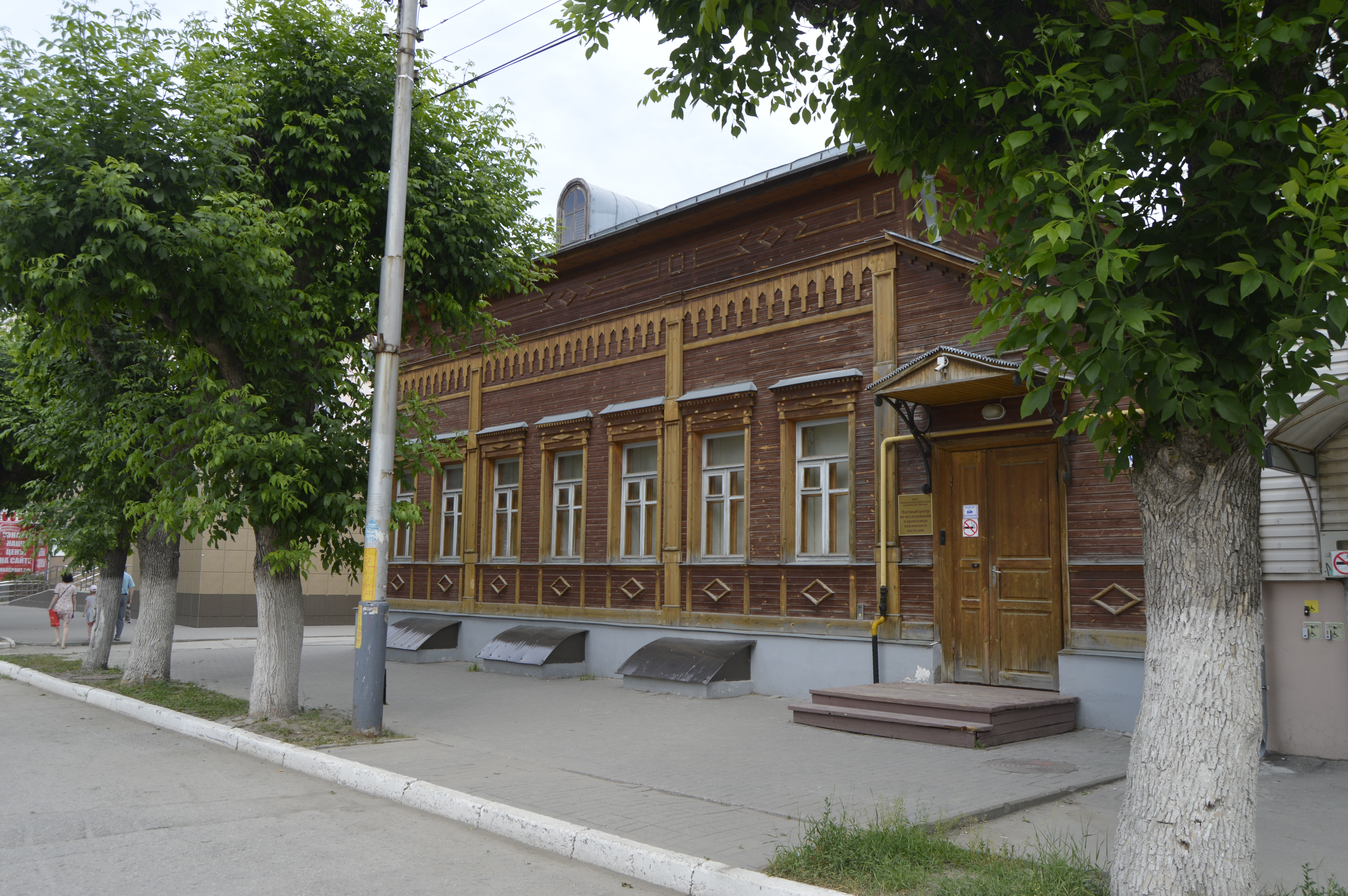
Ул. Павлова, д. 50